# Zingiber matupiense
Zingiber matupiense là một loài thực vật có hoa trong họ Gừng. Loài này được Mu Mu Aung và Nobuyuki Tanaka miêu tả khoa học đầu tiên năm 2017.

## Mẫu định danh
Mẫu định danh: Mu Mu Aung et al. 094216; thu thập ngày 12 tháng 7 năm 2013 ở cao độ 1.660 m, tọa độ 21°50′20,94″B 93°28′20,58″Đ / 21,83333°B 93,46667°Đ, dọc vệ đường giữa làng Taingsi và đường Hakha, gần chân núi Victoria, Vườn quốc gia Natmataung, thị trấn Matupi, huyện Mindat, bang Chin, tây bắc Myanmar. Mẫu holotype lưu giữ tại Bảo tàng Tự nhiên và Khoa học Quốc gia Nhật Bản ở Tsukuba (TNS), mẫu isotype lưu giữ tại Viện Nghiên cứu Rừng Myanmar ở Yezin, Naypyidaw (RAF).

## Từ nguyên
Tính từ định danh matupiense có nguồn gốc từ tên của địa phương nơi lấy mẫu định danh là Matupi.

## Phân bố
Chỉ được biết đến từ địa phương lấy mẫu định danh là bang Chin, Myanmar. Môi trường sống là bìa rừng thường xanh trong bóng râm, cao độ ~1.660 m so với mực nước biển.

## Phân loại
Z. matupiense được xếp trong tổ Cryptanthium.

## Mô tả
Cây thảo thân rễ cao tới 1,2 m. Thân rễ dày, đường kính 5 cm, vỏ màu nâu nhạt, ruột màu trắng kem, mùi thơm nhẹ, rễ nhiều, to và mập. Chồi lá thẳng đứng, tới 20 lá, 1/3 gốc của thân giả không lá, mọng, phần dưới màu xanh lục ánh đỏ, phần trên màu xanh lục; bẹ không phiến lá 3 hoặc 4, màu đỏ sẫm. Lá 4–10 đôi, gần như không cuống lá, màu xanh lục nhạt, có gối ở đáy; lưỡi bẹ màu trắng, dạng màng, đôi khi màu ánh đỏ ở các lá phía dưới, dài ~1 cm, nhẵn nhụi, đỉnh thuôn tròn, khô xác khi trưởng thành; phiến lá hình trứng rộng đến thuôn dài-hình mác, 20–40 × 10–15 cm, gần bóng, nhẵn nhụi, gân giữa phình to ở đáy, đáy hình tim tới hình nêm, đỉnh nhọn tới nhọn thon; mặt gần trục màu xanh lục sẫm, mặt xa trục màu xanh lục nhạt, mép gợn sóng nhiều hay ít. Cụm hoa mọc từ thân rễ; cuống cụm hoa phủ phục, rất ngắn, dài tới 8 cm, có bẹ bao phủ, các bẹ phía dưới nhỏ hơn phía trên, nhẵn nhụi; cành hoa bông thóc hình trứng đến gần hình cầu, 8 × 5 cm, gồm 20–25 lá bắc, như da. Lá bắc hình trứng-hình mác, 4,5–5 × 2–2,8 cm, các lá bắc ngoài màu trắng ánh lục, các lá bắc trong màu trắng ánh vàng, xếp lợp lỏng lẻo, uốn ngược, đỉnh nhọn hoặc nhọn thon ngắn, nhẵn nhụi, mép như thủy tinh, màu trắng nửa trong mờ, bao bọc 1 hoa. Lá bắc con hình mác, màu trắng, 3,5 × 1 cm, nhẵn nhụi, đỉnh 3 thùy ngắn. Hoa dài 7–8 cm, màu trắng ánh vàng; đài hoa dài 1,5–2 cm, đỉnh 3 răng ngắn, hình ống, dạng màng, chẻ một bên, nhẵn nhụi; ống hoa thanh mảnh, dài 4,5–5 cm, đường kính 0,6 cm ở miệng, màu vàng nhạt tới trắng ở đáy, nhẵn nhụi, các thùy tràng hoa gần bằng nhau; thùy tràng lưng ~3 × 1,2 cm, màu kem trong mờ ở đáy, màu trắng ánh vàng ở đỉnh, hình trứng-hình mác, cong; các thùy tràng bên ~2,7 × 0,7 cm, màu như thùy tràng lưng; cánh môi hình trứng rộng, màu nâu hạt dẻ với các vết màu vàng kem, nhẵn nhụi, thùy giữa thuôn dài, ~2,2 × 1,3 cm, mép hơi gợn sóng, đỉnh hơi có khía chữ V hoặc khía răng cưa; các nhị lép bên 1,4 × 0,5 cm, màu vàng tươi, hợp sinh với cánh môi ở 1/2–1/3 đáy. Bao phấn màu vàng, dài ~2,7 cm với mào, mào bao phấn dài ~1,4 cm, bao quanh đầu nhụy; phần phụ liên kết ~1,3 cm, màu vàng; mô vỏ bao phấn dài 1,3 cm, song song, nứt dọc theo toàn bộ chiều dài. Vòi nhụy màu trắng, hình chỉ, nhẵn nhụi, đầu nhụy màu trắng với lỗ ở đỉnh hình tròn được các lông cứng bao quanh. Tuyến trên bầu 2, dài ~6 mm, thẳng, màu vàng nhạt. Bầu nhụy 4 × 2 mm, màu trắng, 3 ngăn với nhiều noãn trên thực giá noãn đính trụ, rậm lông tơ. Không thấy quả thuần thục. Ra hoa tháng 6-8; thời kỳ tạo quả không rõ. Hoa nở vào buổi sáng.
Mặc dù các đặc trưng của loài này có một số điểm tương đồng với Z. cernuum và Z. squarrosum; nhưng nó khác với Z. cernuum ở chỗ thân lá thẳng đứng, các lưỡi bẹ lớn hơn và hình trứng, các lá bắc uốn ngược rõ nét, màu trắng ánh vàng với mép trong mờ, ống hoa dài hơn, các nhị lép bên và mào bao phấn màu vàng tươi, đỉnh cánh môi hơi có khía chữ V hoặc có khía răng cưa. Nó cũng khác với Z. squarrosum ở chỗ các lá bắc hình mác, cuốn trong và cánh môi lớn hơn màu vàng.
Z. cernuum được gọi là "gừng thân cong", được mô tả từ miền nam Ấn Độ, được coi là loài đặc hữu phổ biến ở khu vực này. Z. squarrosum được Roxburgh mô tả năm 1810, và ông đề cập rằng loài này có nguồn gốc từ vùng Pegu (vùng Bago), thuộc Hạ Myanmar.